# Parc fluvial du Tibre
Le parc fluvial du Tibre (en italien : parco fluviale del Tevere) est une zone protégée qui se situe dans la province de Terni en Ombrie.

## Historique
Zone protégée de WWF depuis l'année 1990, le parc fluvial du Tibre a été instauré à la suite de la loi régionale n° 9 du 3 mars 1995 avec comme objectif la protection et la mise en valeur une partie de la zone du bassin du fleuve Tibre.

## Géographie
Le parc fluvial du Tibre est une zone protégée d'environ 7 295 ha d'une longueur de 50 km allant de Montemolino frazione de Monte Castello di Vibio  près de Todi jusqu'au lac d'Alviano englobant les lacs de Alviano et de Corbara. 
Les communes concernées sont les suivantes :
- Alviano
- Baschi
- Guardea
- Monte Castello di Vibio
- Montecchio
- Orvieto
- Todi

## Faune et flore
Le territoire montagneux est couvert par des bois de chênes et de châtaigniers et est peuplé de faune sauvage : sangliers, des cerfs et des chevreuils. 
Sur les versants collinaires on trouve des vignobles et des oliveraies. 
La flore le long du cours est typique de la végétation des zones humides.
Le lac de Alviano et de Corbara sont peuplés dede nombreuses espèces d'oiseaux: foulque, martin-pêcheur, faucon pèlerin, héron et buse. 
Le lac de Alviano (WWF) est une importante oasis d'avifaune migratoire. 

### Faune
- Oiseaux: Foulque, faucon pèlerin, aigle royal, héron, poule d'eau et buse martin-pêcheur.
- Animaux: Faune sauvage dans les montagnes Chevreuil, Cerf, Sanglier,

### Flore
- Forêts de feuillus: chêne pubescent, saule blanc, aulne glutineux, peuplier blanc, hêtre, châtaignier, maquis, végétation de type méditerranéenne et typique des bords de rivière.
- Régions montagneuses : vigne, olivier, houblon
- Genévrier, lianes.

## Sites archéologiques
Dans le parc il y a aussi divers sites archéologiques comme dans les communes de Baschi et Orvieto.